# Новоивановка (Нижнегорский район)
Новоива́новка (укр. Новоіванівка, крымскотат. Novoivanovka, Новоивановка) — село в Нижнегорском районе Республики Крым, входит в состав Уваровского сельского поселения (согласно административно-территориальному делению Украины — Уваровского сельского совета Автономной Республики Крым).

## Население
| 2001 | 2014 |
| ---- | ---- |
| 689  | ↘559 |

Всеукраинская перепись 2001 года показала следующее распределение по носителям языка
| Язык             | Процент |
| ---------------- | ------- |
| русский          | 74.02   |
| крымскотатарский | 17.85   |
| украинский       | 7.11    |
| другие           | 0.3     |

### Динамика численности
- 1926 год — 299 чел.[10]
- 1989 год — 674 чел.[11]
- 2001 год — 689 чел.[12]
- 2009 год — 617 чел.[13]
- 2014 год — 559 чел.[14]

## Современное состояние
На 2017 год в Новоивановке числится 4 улицы; на 2009 год, по данным сельсовета, село занимало площадь 80,7 гектара на которой, в 234 дворах, проживало 617 человек.

## География
Новоивановка — село в центре района, в степном Крыму, на берегу Северо-Крымского канала, высота центра села над уровнем моря — 18 м. Ближайшие сёла: примыкающая с юга Уваровка, Семенное в 1,8 км на запад и Лиственное в 1 км на север. Расстояние до райцентра — около 7 километров (по шоссе) на запад, там же ближайшая железнодорожная станция — Нижнегорская (на линии Джанкой — Феодосия). Транспортное сообщение осуществляется по региональной автодороге 35А-001 Джанкой — Феодосия — Керчь (по украинской классификации — Автодорога М-17 (Украина)).

## История
Впервые в исторических документах поселение встречается в Статистическом справочнике Таврической губернии. Ч.II-я. Статистический очерк, выпуск пятый Феодосийский уезд, 1915 год, согласно которому в селе Ново-Ивановка Андреевской волости Феодосийского уезда числилось 25 дворов (20 дворов с землёй, 5 — безземельные) с русским населением в количестве 147 человек приписных жителей и 107 — «посторонних», из которых 142 мужчины и 112 женщин. Жители владели 1700 десятинами удобной земли. В хозяйствах имелось 200 лошадей, 212 волов, 90 коров и 221 голова мелкого скота.
После установления в Крыму Советской власти, по постановлению Крымревкома № 206 «Об изменении административных границ» от 8 января 1921 года была упразднена волостная система и село вошло в состав Ичкинского района Феодосийского уезда, а в 1922 году уезды получили название округов. 11 октября 1923 года, согласно постановлению ВЦИК, в административное деление Крымской АССР были внесены изменения, в результате которых округа были отменены, Ичкинский район упразднили, включив в состав Феодосийского в состав которого включили и село. Согласно Списку населённых пунктов Крымской АССР по Всесоюзной переписи 17 декабря 1926 года, в селе Ново-Ивановка, Желябовского сельсовета Феодосийского района, числилось 69 дворов, из них 65 крестьянских, население составляло 299 человек, из них 207 русских, 37 украинцев, 2 болгарина, 2 грека, 1 белорус, действовала русская школа I ступени (пятилетка). Постановлением ВЦИК «О реорганизации сети районов Крымской АССР» от 30 октября 1930 года был создан Сейтлерский район (по другим сведениям 15 сентября 1931 года) и село передали в его состав.
В 1944 году, после освобождения Крыма от фашистов, согласно Постановлению ГКО № 5859 от 11 мая 1944 года, 12 августа 1944 года было принято постановление № ГОКО-6372с «О переселении колхозников в районы Крыма» и в сентябре 1944 года в район приехали первые новосёлы (320 семей) из Тамбовской области, а в начале 1950-х годов последовала вторая волна переселенцев из различных областей Украины. С 25 июня 1946 года Новоивановка в составе Крымской области РСФСР, а 26 апреля 1954 года Крымская область была передана из состава РСФСР в состав УССР. Время создания сельсовета пока не установлено: на 15 июня 1960 года он уже существовал. По данным переписи 1989 года в селе проживало 674 человека. С 12 февраля 1991 года село в восстановленной Крымской АССР, 26 февраля 1992 года переименованной в Автономную Республику Крым. С 21 марта 2014 года в составе Крыма аннексирована Россией.